# 说文解字
《說文解字》簡稱《說文》 是中國東漢時期由許慎編著的第一部系統分析漢字字形、解釋字義、辨識音讀的字典，被視為中國現存最早的字典，也是古文字學的奠基之作。作者許慎，成書於東漢中期。漢代古文經書的發現，推動古文字學的誕生，促成《說文解字》成書，許慎要在今古文之爭中為古文經張目，在文字分析上證實其可信性。《說文解字》條列正文9353字，「重文」1163字，按540個部首分類編排，用小篆寫下字形，然後講解字義，以及字形與字義、字音之間的關係。《說文解字·敘》敘述許慎的古文字學理論，漢字起源、發展史以及「六書」說。清代《說文》之學是文字學的復興，「《說文》四大家」和吳大澂的著作，從文字學角度深入研究《說文解字》。《說文解字》開中國字典的先河，對古文字考釋意義重大，是學者了解甲骨文和金文的橋樑，後世可借由此書了解上古文字的語音及字體結構。

## 背景
漢代時古文經書的發現，促使人們研究上面的古代文字，推動古文字學的發生，許多古文經學家都身兼古文字學者，如劉歆、杜林、班固等。當時今文經學派不願放棄自己官學正宗的地位，排斥、詆譭古文經，使今古文之爭越演越烈。今文派並不考究古文字，甚至根本否認有先秦古文字的存在，把今文經的隸書視為倉頡以來一直沿用未經改動的文字，以此維護今文經的神聖地位，並按隸體對文字本義作出穿鑿附會的解釋。今古文之爭促成《說文解字》的誕生。兩漢史學研究有需要利用先秦文字材料，推動東漢產生古文字研究:182-183。漢代青銅器的出土與研究，提供另一類古文字材料，提高學者釋讀古文的水平，有益於《說文》的形成。兩漢的正字工作也促進古文字研究的發展，《蒼頡篇》、史游《急就篇》、揚雄《訓纂篇》、班固《別字》等字書所蒐集已有八九千字，提供《說文解字》九千多正文字頭的範圍:184、186。

## 作者

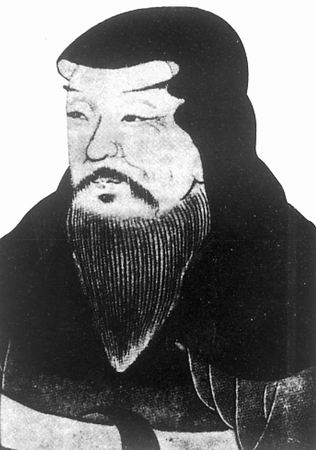
許慎畫像

《說文解字》作者許慎是漢代經學宗師:121，曾為賈逵門生，自84年（元和元年）受教於賈逵門下，深受古文經學影響:251-252，學習《古文尚書》、《毛詩》、《左傳》等古文經。許慎原是汝南郡功曹，作為孝廉受推薦到中央，長期擔任太尉府的南閣祭酒，又在太尉之下當掾史，官職低下。110年（永初四年）和劉珍、蔡倫、馬融等人一起奉詔出任東觀校正秘籍。當時他已受頌讚為「五經無雙許叔重」，甚受馬融敬重，後來授職為沛國洨縣縣令:122-123。許慎經學造詣湛深，著有《孝經孔氏古文說》:183、《五經異義》10卷，並注釋《淮南子》:123。許慎撰寫《說文解字》的宗旨，是在今古文之爭中為古文經張目，把證實古文經可信的基礎建立在文字分析上:183。他於100年（永和十二年）寫成《說文解字》，當時朝廷並不歡迎儒生的學術之爭，許慎沒有上呈著作給朝廷，到漢安帝時，在陳忠推薦下，安帝命令學者全部重新復職，《說文解字》於121年（建光元年）由許慎兒子許沖上獻給安帝:455-456。

## 內容

### 主體部份
《說文解字》正文14篇:123，條列許慎蒐集的古文字材料，包括正文9353字（今見9447字），「重文」（異體字）1163字（今見1285字）:序3，按照540個部首分類編排，並按「六書」歸類和解析文字:457，所依據的材料是古文經:121。《說文解字》體例是用小篆寫下一字，先講字義，其次講字形與字義、字音之間的關係，最常見的公式是：「某，某也。從某，某聲。」這是形聲字的公式，例如「炳，明也。從火，丙聲。」如果是會意字，一般公式是：「某，某也。從某，從某。」例如「鳴，鳥聲也。從鳥，從口。」如果是象形字，則說明是「象形」，其公式是：「某，某也。象形。」例如「刀，兵也。象形。」:30-31。《說文解字》中形聲字有7697字，佔全部字數約80%:124，每字一般只解說本義。《說文解字》部首一共540部，次序安排上，把形體相似或意義相近的部首排在一起，可說是把540個部首分成若干大類:32-33。每一部首內部的字不是雜亂無章的，而是基本上以類相從。例如木部的次序，大致是先列樹名，其次列樹木的各部份，其次再列木製品。《說文解字》是從意義出發來安排字的次序，和後世依筆畫多少來安排的字典不同:35。
《說文解字》偶然會舉例和引經據典，如「湎」字引用《尚書·酒誥》:33。《說文解字》引用古籍頗廣，如引用《詩經》422條，《尚書》159條，《禮記》145條:255，有時又引證賈逵之說「賈侍中說」:124。對某些字認為應注明其讀音，《說文解字》運用直音法，注為「讀若某」，例如「虔，讀若矜」:32；偶而也運用聲訓，如「士」與「事」、「酒」與「就」:258。有時《說文解字》不只用單詞釋義，而是加入描寫和敘述，如「桂，江南木，百藥之長。」:36-37《說文解字》記載眾多科學領域的知識，在植物學領域，「艸」部的445條說解，有大量草本植物知識，表現出對植物特徵、分類、產地、用途等有詳細觀察。「禾」、「黍」、「米」等部則有豐富的農業生產知識:189。

### 敘
《說文解字·敘》敘述許慎的古文字學理論，包括漢字起源與發展史，以及漢字的形成方式「六書」。其中漢字的起源與發展，可分為九個階段：一．庖犧氏作八卦；二．神農氏結繩；三．黃帝史官倉頡造「書契」（「書契」是寫字再加刻其邊的記事方法:108）；四．五帝三王之世改易殊體；五．周宣王太史籀著大篆；六．孔子書六經、左丘明述《春秋傳》皆以「古文」；七．七國文字異形；八．秦書同文字，作小篆、隸書，時秦書有八體；九．新莽六書:序3。庖犧氏作八卦之說，乃受《易·繫辭下》及孔安國《尚書序》影響；所謂「古文」，則是泛指相對於隸書而言的先秦古文字，形成於春秋晚期以前:93、121、123。六書即象形、指事、會意、形聲、轉注、假借。象形指描畫出物事的原象，字例是日、月；指事是表示出事物間的關係，見之即悟，字例是上、下；會意字是兩個以上的字素合成的字，表現出新的字義，字例為武、信；形聲指以聲符表其發音，以形符表示所屬分類，字例是江、河；轉注的定義是「建類一首，同意相受，考、老是也」，其語意不甚明晰，對此學者間意見分歧:465-466；一說轉注是字形及語源上相關的成對字:458。假借指借用其他字音相同的字來加以表達，字例是令、長:467。《說文解字·敘》最後說明該書結構原理、對漢朝的贊頌、日期、自己身世及創作經過:288。

## 思想
《說文解字》相信文字的全體和應於某種先驗的秩序，依循當時的天人合一、陰陽五行思想，認為發於一而成於三而成於萬象，萬象又據十干、十二支而循環，最後收結為十干、十二支之字:465。《說文解字》說解雜有陰陽五行色彩的約有50條，約佔全書九千多字中的0.55%。《說文解字》不採納讖緯的神秘學說，如釋「天」字：「顛也，至高無上，從一大」，天不是有意志的統治者，沒有神秘色彩；釋「人」字：「天地之性最貴者」，沒有採用今文經學的天人關係說，表現人本主義思想:188-189。饒宗頤則認為《說文解字》多用緯書之說，《敘》文論文字緣起一段，乃取自《孝經緯》；「天」字「從一大」之說，乃參採自緯書《春秋說題辭》:163、159。

## 版本
《說文解字》原書15卷，到北宋初年析為30卷:280。漢代以後，第一個編輯《說文解字》的學者是唐代李陽冰，但其對原書的修訂並不可靠:461-462。北宋初年，徐鉉、徐鍇兄弟都校訂《說文解字》，二人後人稱為大小徐。徐鍇先作《說文解字繫傳》，徐鉉於986年（雍熙三年）完成另一校定本，通稱大徐本。大徐本附加了402字，分別插入各部的後面。就版本而言，二徐各有得失，小徐沿襲舊書，往往記錄異文，大徐則校改較多，偶有改錯之處:97-99。大徐本是現存最接近原本的版本；晚明毛晉根據徐氏校定本的一個北宋前期抄本，出版《說文解字》。段玉裁所用的也是大徐本。大徐本最好的版本，是清代孫星衍《平津館叢書》本。《四部叢刊》收有大徐修訂本的宋本影印本:463。

## 注釋與研究

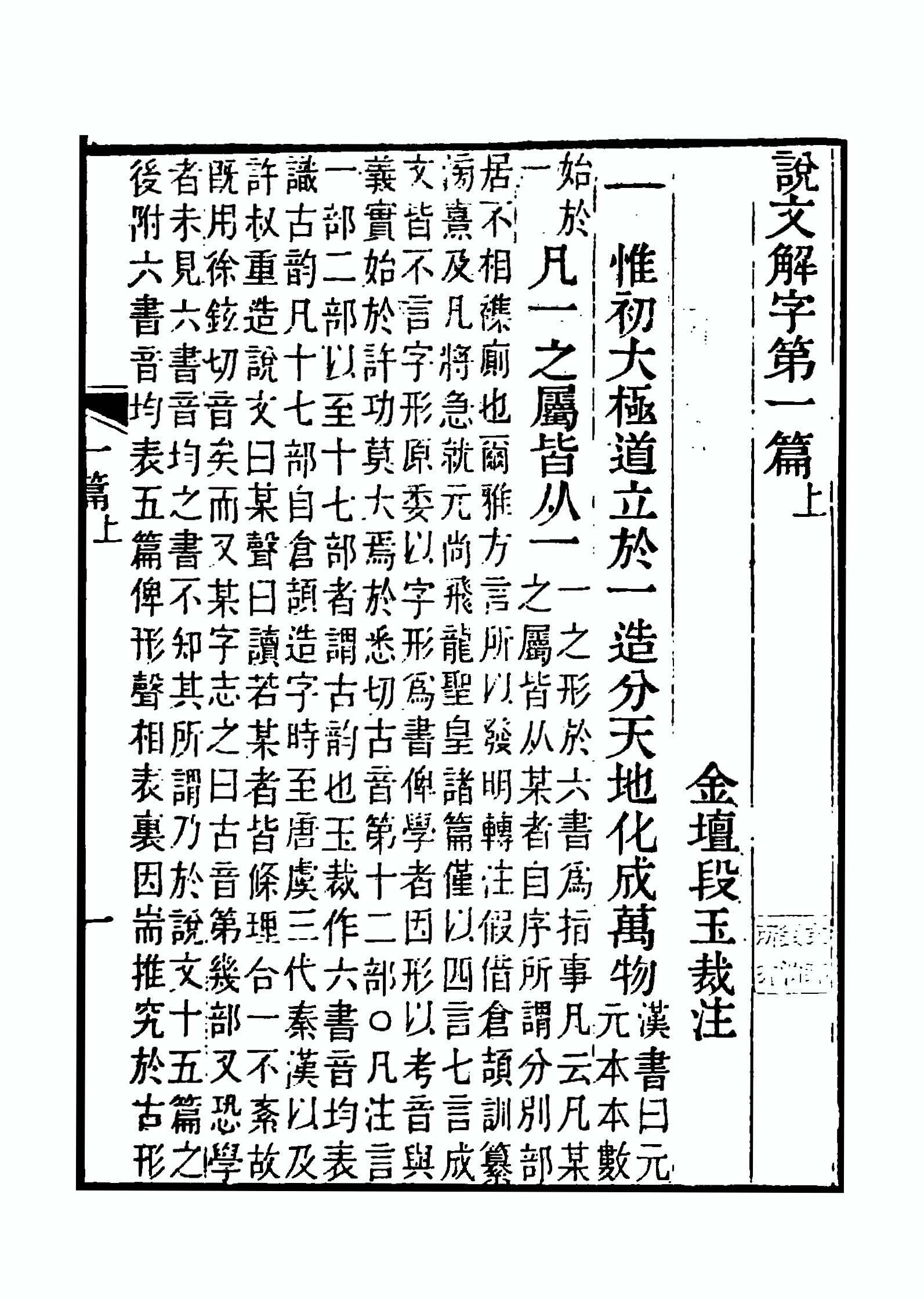
段玉裁《說文解字注》書影